# Saison 1976 de la Ligue canadienne de football
Chronologie
Saison précédente Saison suivante
1976 est la 19e saison de la Ligue canadienne de football et la 93e saison depuis la fondation de la Canadian Rugby Football Union en 1884.

## Événements
Pour la première fois, le nombre de spectateurs aux matchs de la LCF dépasse les 2 millions : le nombre total est de 2 029 586.

## Classements
| Clt   | Équipe                 | PJ | V | D | N | BP  | BC  | Pts |
| ----- | ---------------------- | -- | - | - | - | --- | --- | --- |
| +001, | Rough Riders d'Ottawa  | 16 | 9 | 6 | 1 | 411 | 346 | 19  |
| +002, | Tiger-Cats de Hamilton | 16 | 8 | 8 | 0 | 269 | 348 | 16  |
| +003, | Alouettes de Montréal  | 16 | 7 | 8 | 1 | 305 | 273 | 15  |
| +004, | Argonauts de Toronto   | 16 | 7 | 8 | 1 | 289 | 354 | 15  |

| Clt   | Équipe                           | PJ | V  | D  | N | BP  | BC  | Pts |
| ----- | -------------------------------- | -- | -- | -- | - | --- | --- | --- |
| +001, | Roughriders de la Saskatchewan   | 16 | 11 | 5  | 0 | 427 | 238 | 22  |
| +002, | Blue Bombers de Winnipeg         | 16 | 10 | 6  | 0 | 384 | 316 | 20  |
| +003, | Eskimos d'Edmonton               | 16 | 9  | 6  | 1 | 311 | 367 | 19  |
| +004, | Lions de la Colombie-Britannique | 16 | 5  | 9  | 2 | 308 | 336 | 12  |
| +005, | Stampeders de Calgary            | 16 | 2  | 12 | 2 | 316 | 442 | 6   |

## Séries éliminatoires

### Demi-finale de la Conférence de l'Ouest
- 14 novembre : Eskimos d'Edmonton 14 - Blue Bombers de Winnipeg 12

### Finale de la Conférence de l'Ouest
- 20 novembre : Eskimos d'Edmonton 13 - Roughriders de la Saskatchewan 23

### Demi-finale de la Conférence de l'Est
- 13 novembre : Alouettes de Montréal 0 - Tiger-Cats de Hamilton 23

### Finale de la Conférence de l'Est
- 21 novembre : Tiger-Cats de Hamilton 15 - Rough Riders d'Ottawa 17

### 64ecoupe Grey
- 28 novembre : Les Rough Riders d'Ottawa gagnent 23-20 contre les Roughriders de la Saskatchewan au stade de l'Exposition nationale à Toronto (Ontario).

## Honneurs individuels
- Trophée Schenley du meilleur joueur : Ron Lancaster (en) (QA), Roughriders de la Saskatchewan
- Trophée Schenley du meilleur joueur défensif : Bill Baker (en) (AD), Lions de la Colombie-Britannique
- Trophée Schenley du meilleur joueur de ligne offensive :  Dan Yochum (BL), Alouettes de Montréal
- Trophée Schenley du meilleur Canadien : Tony Gabriel (en) (DI), Rough Riders d'Ottawa
- Trophée Schenley de la meilleure recrue : John Sciarra (en) (DI), Lions de la Colombie-Britannique